# Earl Hammond
Earl Hammond, pseudonimo di Erwin Saul Hamburger (New York, 17 giugno 1921 – New York, 19 maggio 2002), è stato un attore, doppiatore e conduttore radiofonico statunitense. È noto soprattutto per aver interpretato il personaggio di Mumm-Ra, il protagonista della serie televisiva Thundercats del 1985.

## Biografia
Ha debuttato all'età di 7 anni come conduttore radiofonico. Durante la seconda guerra mondiale ha combattuto come soldato semplice.
Dopo la guerra si è diplomato alla Bennett High School di Buffalo ed ha iniziato a lavorare nel mondo dello spettacolo alla fine degli anni quaranta, recitando in radiodrammi e nei teatri dell'Off-Broadway prima di approdare al cinema e alla televisione, dove avrebbe preso parta ad oltre 300 pruduzioni cinematografiche e televisive.
È stato anche doppiatore; tra i suoi personaggi figurano Megatron (di cui è stato la seconda voce) nella prima serie animata dei Transformers e di Mon Star nella serie Silverhawks.
Negli anni sessanta si è trasferito da New York per poi andare a vivere in California. Nel 1994 è stato scelto personalmente da Giovanni Paolo II come voce narrante della versione statunitense del saggio Varcare la soglia della speranza scritto dallo stesso Wojtyla.

## Vita privata
Si è sposato due volte e ha avuto un figlio ed una figlia.
Era inoltre molto amico delle attrici Donna Reed ed Alexis Smith con le quali si diplomò in recitazione e recitò spesso assieme nei film.

## Filmografia parziale

### Attore
- Satana con i tacchi alti, di Jerald Intrator (1962)
- Tecnica di un omicidio, di Franco Prosperi (1966)

### Doppiatore
- Le fiabe di Andersen
- Thundercats
- SilverHawks
- Transformers
- He-Man e i dominatori dell'universo